# بییاکخیدا
ویلاکجیدا (به اسپانیایی: Villaquejida) یکی از دهستان‌های اسپانیا است که در استان لئون، اسپانیا واقع شده‌است.

## خصوصیات
ویلاکجیدا ۵۳ کیلومترمربع مساحت و ۱٬۰۴۰ نفر جمعیت دارد.